# Bahenský potok (přítok Hasinského potoka)
Bahenský potok je pravostranný přítok Hasinského potoka v okresech Mladá Boleslav, Jičín a Nymburk v krajích Středočeský a Královéhradecký. Plocha povodí činí 12,274 km².

## Průběh toku
Potok pramení v lese u silnice II/279 jihovýchodně od obce Ledce v nadmořské výšce 269 m, dále potok teče směrem na východ. Po třech kilometrech toku potok vtéká do přírodní památky Dymokursko - Bahenské louky a přijímá zleva bezejmenný potok. Poté se potok stáčí k severovýchodu a jižně od Brodku vtéká do Pilského rybníka. Po výtoku z rybníka potok teče asi 500 metrů směrem na jihovýchod a v nadmořské výšce 206 m se Bahenský potok vlévá zprava do Hasinského potoka.